# Municipio de Douglas Grove
El municipio de Douglas Grove (en inglés: Douglas Grove Township) es un municipio ubicado en el condado de Custer en el estado estadounidense de Nebraska. En el año 2010 tenía una población de 97 habitantes y una densidad poblacional de 0,56 personas por km².

## Geografía
El municipio de Douglas Grove se encuentra ubicado en las coordenadas 41°32′54″N 99°21′32″O / 41.54833, -99.35889. Según la Oficina del Censo de los Estados Unidos, el municipio tiene una superficie total de 173.35 km², de la cual 173,32 km² corresponden a tierra firme y (0,01 %) 0,02 km² es agua.

## Demografía
Según el censo de 2010, había 97 personas residiendo en el municipio de Douglas Grove. La densidad de población era de 0,56 hab./km². De los 97 habitantes, el municipio de Douglas Grove estaba compuesto por el 100 % blancos. Del total de la población el 0 % eran hispanos o latinos de cualquier raza.